# Чёрно-зелёная лесная гадюка
Чёрно-зелёная лесная гадюка (лат. Atheris nitschei) — ядовитая змея из семейства гадюковых.

## Описание

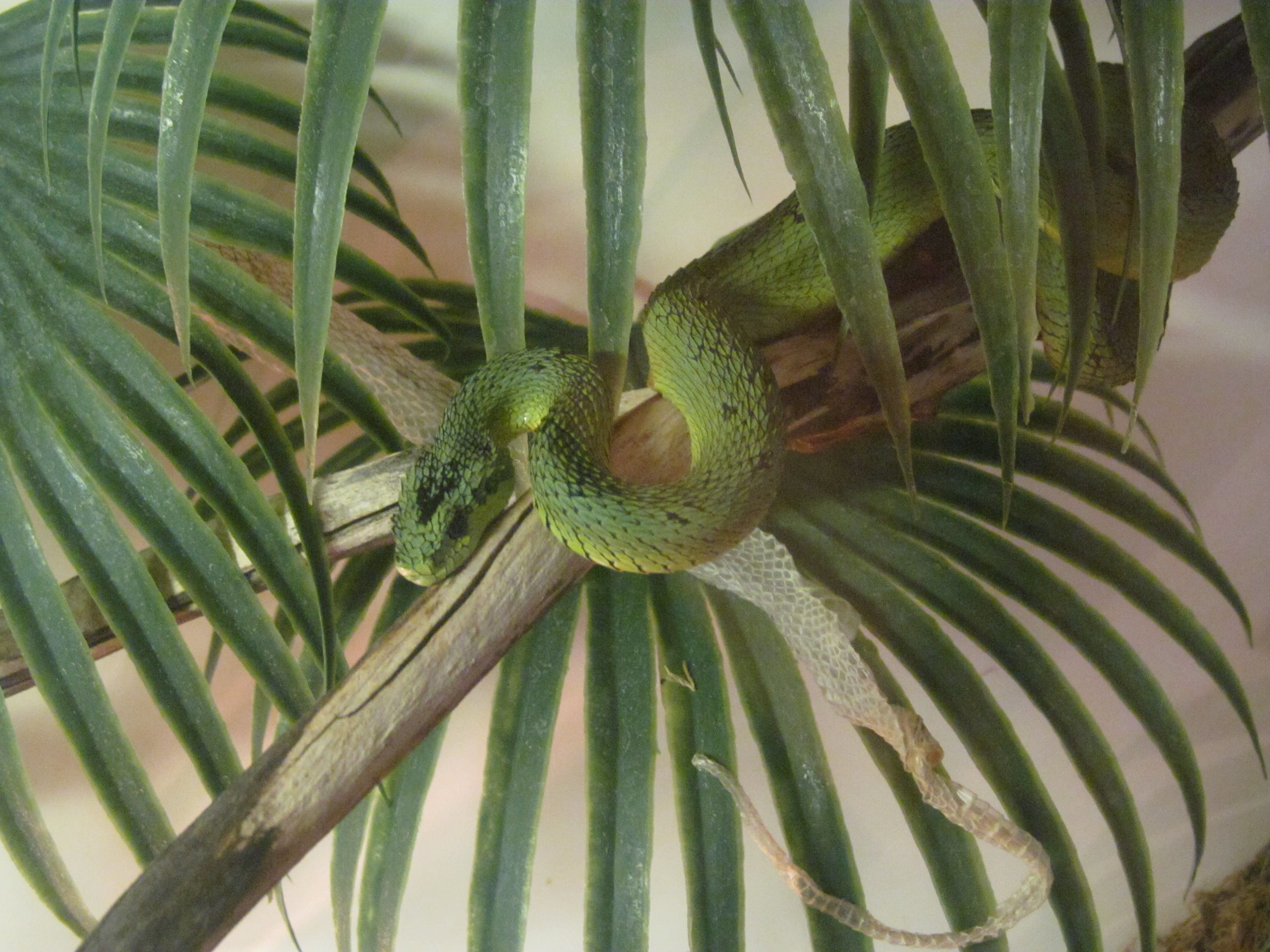
Чёрно-зелёная лесная гадюка

Один из крупнейших видов рода с общей длиной тела около 45—65 см. Максимальная длина 75 см. Самцы мельче самок. Голова треугольная, с множеством мелких чешуек на верхней стороне. Глаза достаточно крупные, с вертикальными зрачками и коричневой радужной оболочкой. Хвост довольно длинный (13—17 % длины тела) и цепкий.
Верхняя сторона тела окрашена в сине-зелёный, жёлто-зелёный или оливковый, с чёрными пятнами. Обычно за глазом проходит чёрная полоса. На голове чёрное пятно, иногда V-образное. Брюхо жёлтое или жёлто-зелёное. Детёныши тёмно-зелёные, коричневые или серо-коричневые, с белым или жёлтым кончиком хвоста. На третий или четвёртый месяц после рождения становятся однотонно зелёными, после постепенно проявляются чёрные пятна.

## Распространение
Встречается в центральной Африке в пределах рифта Альбертин. Отмечена в Уганде,Руанде, Бурунди, Д.Р.Конго, Малави и Замбии на высоте 1600—3000 м над уровнем моря.

## Образ жизни
Предпочитает влажные саванны, горные и бамбуковые леса, иногда около озёр и болот. Живёт в зарослях бамбука, слоновой травы, тростника, кустарников и небольших деревьев. Ведёт ночной образ жизни. Днём греется на солнце на лианах, слоновой траве и папирусе на высоте 3 м. Охотится на земле на мелких млекопитающих, земноводных, ящериц (в том числе хамелеонов, которых предположительно ловит над землёй). Детёныши используют окрашенный кончик хвоста как приманку при ловле питающихся насекомыми животных.
Живородящий вид. Самка производит на свет 4—13 детёнышей.

## Яд
Укус вызывает сильную боль, отёк и некроз, приводя к потере последних фаланг пальцев и нарушению свёртывания крови. Противоядия нет.

## Таксономия

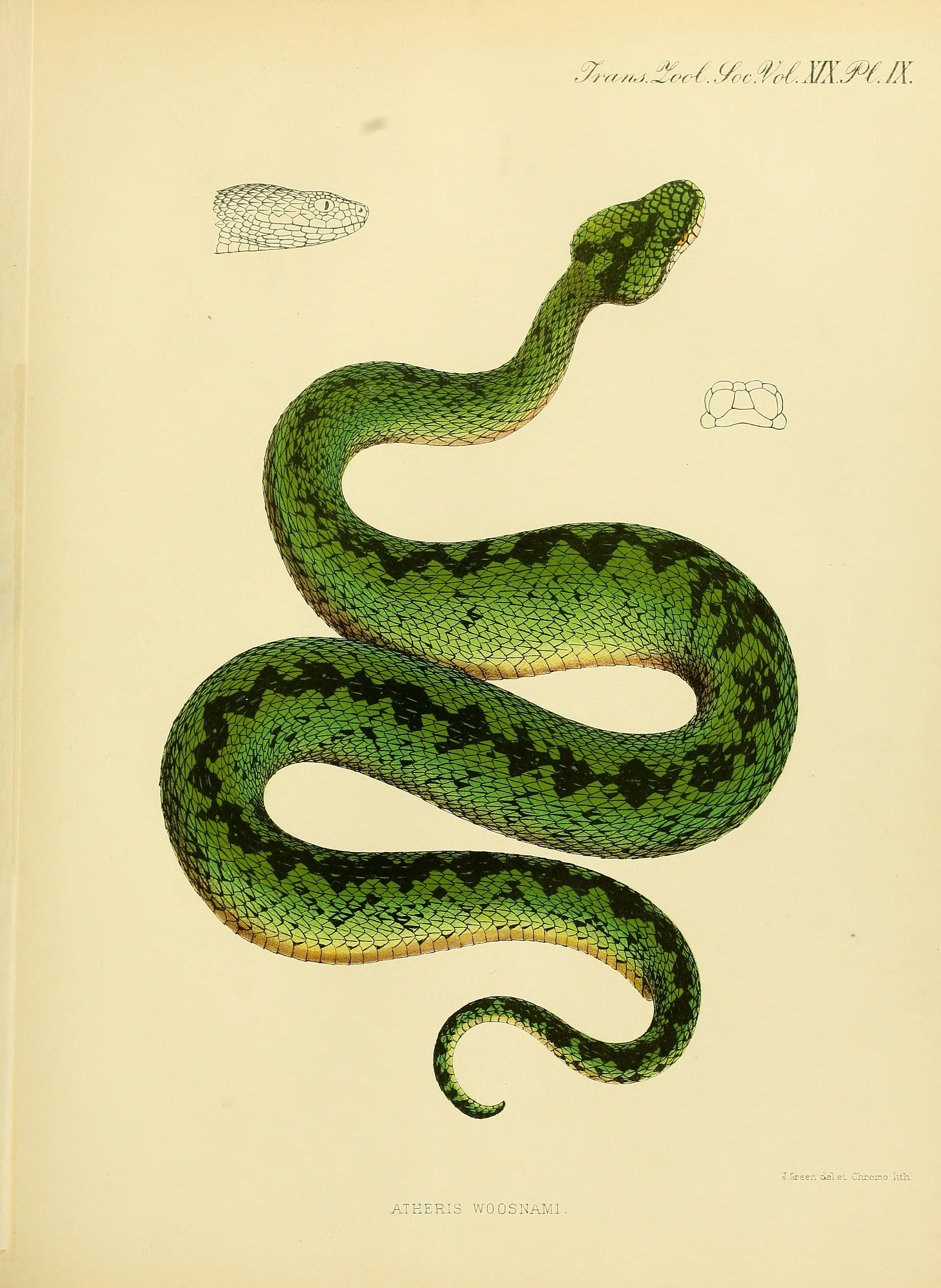
Рисунок Чёрно-зелёной лесной гадюки, выполненный Джорджем Альбертом Буленджером

Вид был описан немецким герпетологом Густавом Торниром в 1902 году. Видовое название было дано в честь немецкого зоолога Генриха Ниче.
Подвидов не выделяют. Ранее считавшийся подвидом чёрно-зелёной лесной гадюки Atheris rungweensis рассматривают как отдельный вид.